# شتایناخ (بادن-وورتمبرگ)
شتایناخ (به آلمانی: Steinach) یک شهر در آلمان است که در ارتناوکرایس واقع شده‌است.